# Наперстянка ржавая
Наперстя́нка ржа́вая (лат. Digitalis ferruginea) — вид многолетних травянистых растений семейства Подорожниковые (Plantaginaceae).

## Ботаническое описание

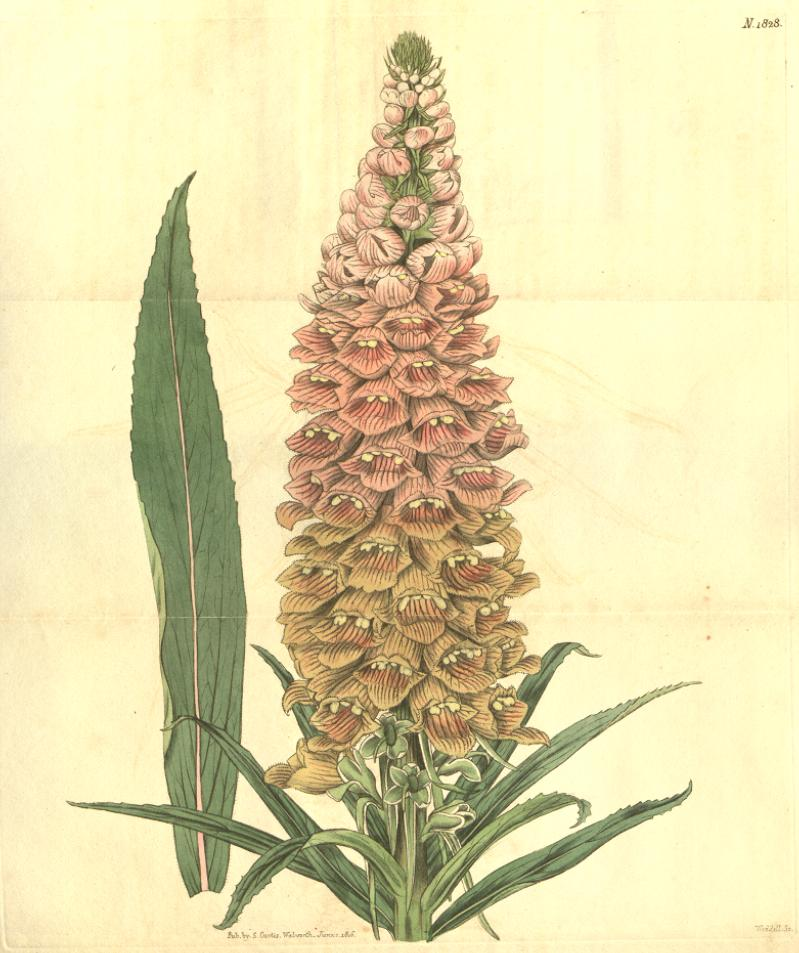
Ботаническая иллюстрация Джона Симса из журнала «The Botanical Magazine», 1828, № 43

Многолетние травянистое растение, но живёт растение обычно не очень долго — от трёх до пяти лет. Монокарпик. В первый год образует прикорневую розетку с узкими прикорневыми листьями длиной 10–20 см. На следующий год из розетки листьев выходит стебель высотой до 120 см, густо облиственный и покрытый цветами. Листья ланцетные, сверху гладкие, с нижней стороны по жилкам слегка опушённые.
Корневище горизонтальное, древеснеющее, с одним стеблем и розеткой прикорневых листьев.
Стебли 40—70(120) см высотой, прямостоячие, при основании несколько дугообразно приподнимающиеся, большей частью простые, реже ветвятся в нижней части соцветия, бороздчатые, в нижней части слегка опушённые или все голые.
Розеточные и нижние стеблевые листья 7—15(40) см длиной и 1—2,5(3) см шириной, продолговато-ланцетные, заострённые, при основании вытянутые в черешок (2—4 см длиной и около 0,5 см шириной), снизу с развитыми дугообразными жилками, рассеянно опушены многоклеточными и желёзистыми волосками, особенно по жилкам и по краю. Средние и верхние стеблевые листья продолговато-ланцетные или линейно-ланцетные, более острые, чем нижние, часто сложенные вдвое, с почти незаметными жилками, голые.
Цветки наклонённые вниз, собраны в кисть 15—25(40) см длиной, в очертании цилиндрическую, на верхушке заострённую, при основании и в середине с редкими, а в верхней части быть может густо сидячими цветками и бутонами. Цветоножки толстые, 2—5 мм длиной, в пазухах ланцетных и острых прицветников, равных по длине чашечке или трубке венчика или превышающих их. Доли чашечки 7—10 мм длиной, по краю с широкой, кожистой, бесцветной плёночкой, овально-ланцетные, тупые, по краю реснитчатые. Венчик рыжеватый или жёлто-бурый, с коричневыми или лиловыми жилками, 16—22 мм длиной; трубка 8—10 мм длиной, шаровидно вздутая, верхняя губа с двумя короткими лопастями, боковые лопасти нижней губы треугольные, средняя лопасть продолговато-яйцевидная, 6—10 мм длиной, густо одета многоклеточными и желёзистыми волосками. Тычинки голые, включённые.
Коробочка 0,7—1 см длиной, яйцевидная, голая. Цветёт в июне—августе.
Вид описан из Италии.
|                                                  |  |  |
| Слева направо: розетки листьев, соцветие, цветки |  |  |

## Экология
Цветки наперстянки опыляются многими видами пчёл, особенно длиннорылыми шмелями, такими как садовый шмель (Bombus hortorum), шмель красноватый (Bombus ruderatus) и полевой шмель (Bombus pascuorum). Пыльники и рыльца располагаются далеко позади внутренней стенки цветка, позволяя насекомым заползать в цветок и касаться тычинок, чтобы добраться до нектара. Больше пыльцы переносят более крупные волосатые насекомые. С другой стороны, многие более мелкие виды насекомых не могут заползти в цветы из-за длинных волосков на нижней губе цветка.

## Распространение
Европа: Венгрия, Албания, Болгария, Югославия, Греция, Италия, Румыния; территория бывшего СССР: Кавказ (Армения, Азербайджан); Азия: Иран, Турция. Аборигенный вид для Италии на восток через Балканский полуостров и Карпаты в Турцию, Грузию, Армению и Азербайджан, а также Сирию и Ливан. В Германии есть неустойчивые (неофитные) проявления.
Растёт на лесных полянах, среди кустарников; от нижнего лесного пояса до субальпийских лугов. Населяет леса и кустарники в предгорных и горных высотах до 2700 м.
Предпочитает лесные опушки, вырубки и кустарники в солнечных и частично затененных местах. Растение переносит как кислые, так и щелочные почвы, но нуждается в почве с хорошей водоудерживающей способностью. Используется как декоративное растение в парках и садах. В районе распространения летом обычно мало осадков. Растение предпочитает расти на почвах с грубыми, пористыми компонентами, которые медленно сохнут.

## Использование
Введена в культуру как декоративное садовое растение. Наперстянка ржавая была обычным явлением в английских садах восемнадцатого века. За свои выдающиеся декоративные качества этот вид удостоился награды Королевского общества садоводов Великобритании.
В продаже иногда можно встретить культивар ‘Gigantea’. Подразумевается, что это более высокая форма с крупными, до 4 см, цветками.  В немецких питомниках продается сорт 'Gelber Herold', который когда-то отобрали за цветки оттенка дижонской горчицы.
Есть также подвид Шишкина (Digitalis ferruginea subsp. schischkinii), который отличается более мелким размером цветков — до 1,8 см.

### Агротехника
Многолетние наперстянки, в том числе наперстянка ржавая, хорошо себя чувствуют на большинстве типов почв, но предпочитают много добавленных органических веществ, таких как садовый компост. Они хорошо растут в лёгкой тени, хотя большинство из них также хорошо растут на солнце, если почва влажная.
Поскольку наперстянка как монокарпическое растение в многолетней насаждении может годами выживать только за счёт самосева и нуждается для этого в открытой необработанной почве, при обычном многолетнем уходе она обычно не живёт долго.

## Классификация
Впервые Digitalis ferruginea была опубликована в 1753 году Линнеем в Species Plantarum стр. 622. Известные подвиды Digitalis ferruginea:
- Digitalis ferruginea subsp. ferruginea[14]: Распространён во Фракии, на окраинах Анатолии, включая Эгейское море, побережье Средиземного моря и западный черноморский регион Турции в низинах и горах на высоте от 0 до 2700 м над уровнем моря. Венчик относительно крупный (15–23 мм) с широкой центральной долей нижней губы (5–8 мм). Цветок снаружи от красновато-коричневого до желтовато-коричневого цвета.
- Digitalis ferruginea subsp. schischkinii (Ivanina) K.Werner[15] [syn.  Digitalis schischkinii Ivanina — Наперстянка Шишкина]: Распространён в турецком Причерноморье и восточной Анатолии до западного Кавказа в низменностях и горах на высоте от 100 до 2200 м над уровнем моря. Венчик относительно небольшой (10–16 мм) с узкой центральной долей нижней губы (3–5 мм). Цветок от жёлтого до зеленовато-жёлтого снаружи с красным оттенком или без него.